# Mandjab II
Mandjab II est un village de la commune de Massock-Songloulou; située dans le département de la Sanaga-Maritime et la région du Littoral au Cameroun. Il est situé sur la route de Ibai, à 8 km de Mabel.

## Population
En 1967, Mandjab II comptait 49 habitants, principalement Bassa.
Lors du recensement de 2005, 38 personnes y ont été dénombrées.